# Karel Rada

Karel Rada, né le 2 mars 1971 à Karlovy Vary, était un footballeur international tchèque évoluant au poste de défenseur.

## Palmarès
- Vainqueur de la Coupe de la Tchéquie : 1999 (Slavia Prague) et 2003 (FK Teplice).

## Carrière internationale
- Finaliste de l'Euro 1996.
- A participé à l'Euro 1996 (2 matchs) et à l'Euro 2000 (3 matchs).
- International tchèque (43 sélections, 4 buts) entre 1995 et 2001.